# Might & Magic Heroes VII
Might & Magic Heroes VII (с англ. — «Меч и магия. Герои VII») — компьютерная игра в жанре пошаговой стратегии с элементами RPG, седьмая, и, на данный момент, последняя часть в серии Heroes of Might and Magic. Выпущена 29 сентября 2015 года французской компанией Ubisoft. В игровом сообществе и среди профессиональных критиков считается худшей частью франшизы с наиболее низкими оценками.

## Сюжет
Действие игры разворачивается во временном промежутке между событиями Heroes VI и Heroes V, спустя семь лет после убийства императрицы Мив. Сюжет повествует историю непростого выбора герцога Ивана из рода Грифона, претендующего на престол после крушения Империи Сокола. Не зная, какое решение принять — оставить борьбу за власть или продолжить семилетнюю безрезультатную войну — Иван собирает Теневой Совет, в который входят представители разных фракций. В шести кампаниях каждый из советников поведает Ивану историю из прошлого о легендарном герое своего народа, чтобы Иван мог извлечь важные уроки, прежде чем принимать окончательное решение. В седьмой кампании главным персонажем является сам Иван, она становится доступной только после прохождения как минимум трёх уже открытых.

## Игровой процесс

### Фракции
В игре присутствуют семь фракций:
- Альянс Света (Haven)
- Академия Волшебства (Academy)
- Лесной союз (Sylvan)
- Лига Теней (Dungeon)
- Некрополис (Necropolis)
- Непокорные племена (Stronghold)
- Северные кланы (Fortress) — доступна при наличии дополнения «Испытание огнем» (Trial by Fire).

У каждой фракции имеется по 6 классов героев (3 магических и 3 немагических). Также каждая фракция имеет 3 единицы базовых существ, 3 — элитных, и 2 единицы существ-чемпионов. Жилища чемпионов не могут быть построены вместе в одном и том же замке, и, так же как в Heroes VI, игроку придётся делать выбор, какое существо он хочет иметь прежде всего, так же, как и с постройками, значительно повышающими прирост тех или иных существ. Наконец, в игру были введены т.н. юниты поддержки, аналог боевых машин из предыдущих частей, и теперь у каждой фракции они уникальные, хотя и выполняют схожие по действию функции.

### Кампании
В игре задействованы семь кампаний: по одной на каждую фракцию плюс финальная. Сюжет каждой фракции состоит из четырёх сценариев, которые в основном повествуют о жизнедеятельности какого-то одного героя и его близкого окружения в разные промежутки временного континуума вселенной Асхана. Кампании представлены в анахроничном порядке и играть за всех, кроме финальной, можно сразу. Финальная кампания состоит из всего двух сценариев, и, чтобы их открыть, необходимо сыграть как минимум три из шести доступных кампаний других фракций. В конце последнего сценария есть выбор, который должен сделать Иван, и который имеет отсылку к механике путей «Слёз» и «Крови» из Heroes VI.
Кампании построены по варианту как стратегий (герои с замками), так и ролевых (одни герои). В целом выбора на действия для победы меньше, чем в предыдущей части, но больше неиграбельных персонажей и побочных квестов, наградой за выполнение которых могут являться, помимо очков опыта, дополнительные войска или особые артефакты. Юнитов-боссов, введённых в Heroes VI, заменили на традиционных для серии, сильных по статистике героев соперника с внушительными войсками. В игру добавили целую книгу сюжетной информации для каждой из фракций, а также снабдили множеством видеозаставок разговоров героев, каких в предыдущей части было на порядок меньше.

## Разработка
Разработка игры была выполнена немецкой студией Limbic Entertainment, ранее занимавшейся разработкой дополнений и патчей для «Heroes VI». За основу был взят движок Unreal Engine 4.
Среди нововведений можно отметить: элементы интерфейса карты (миникарта, действия героя, ресурсы) можно будет не просто скрывать, но ещё и перетаскивать по экрану, позволяя более тонкую настройку под игрока. Также имеется возможность назначить часто используемые навыки и заклинания (например, «Портал в город») в специальные ячейки на экране для быстрого доступа. В плане геймплея в игру вернули систему локального найма юнитов (вместо системы pool, присутствующей в Heroes VI), количество которых теперь зависит строго от города, в котором они нанимаются, а не от общего прироста королевства. Как следствие, была также возвращена возможность передачи существ при помощи караванов, как это было в Heroes of Might and Magic V.
После выхода бета-версии подтвердился ранний анонс разработчиков о переработке колеса навыков и способностей героя. Теперь они перегруппированы и разделены на 10 школ, каждая из которых имеет уровни «новичка», «профессионала» и «эксперта», а три из этих школ − на выбор, в зависимости от типа героя − можно также развить до уровня «грандмастер». Каждый уровень открывает по шесть единиц навыка/способности в колесе, а для их изучения герою даётся по одному очку на каждый уровень, которое он может использовать как для выбора навыка/способности, так и для открытия доступа к новым школам или к новым уровням. Общее количество всех возможных вариаций составляет 81 очко.
Помимо выбора жилища существ-чемпионов, выбор встаёт и между ещё тремя структурами в городе, одновременно которые построить тоже невозможно (например, структура увеличивающая прирост/структура, добавляющая очки навыка герою при осаде города). Многие нововведения в плане опций как интерфейса, так и геймплея (например, возможность выбрать присуждение очков навыков/способностей героя случайным способом компьютером) также присутствовали в бета-версии.

### Анонс игры
Анонс игры состоялся 13 июля 2015 на международной выставке электронных развлечений Gamescom. Сразу после этого был запущен официальный сайт. Игрокам предоставили возможность повлиять на процесс разработки — изначально были объявлены четыре фракции (Альянс Света, Академия Волшебства, Непокорные племена, Некрополис), судьбу же двух оставшихся решили определить путём голосования среди сообщества. В ходе первого голосования предлагался выбор между Северными кланами и Лесным союзом. Выбор игроков пал на фракцию эльфов. При объявлении итогов последовало дополнительное голосование, касающееся распределения существ в замке отобранной фракции. После этого было проведено голосование по выбору последней фракции: Лиги Теней либо Инферно, где демоны уступили тёмным эльфам.

### Бета
В апреле 2015 года разработчики анонсировали подготовку к бета-версии игры. 4 мая 2015 года открылась запись на бета-тестинг, начавшийся 3 июня. Сыграть в бету мог каждый при запросе бета-кода, который выдавался тем, кто заказал игру заранее. Тестирование было открыто до 17 июня, а игрокам предоставлялась возможность описывать любую найденную ошибку после нажатия специальной кнопки, и тем самым отправлять описание ошибки разработчикам. В бета-версии игры присутствовали две фракции (Альянс и Академия) и две карты (большая на четырёх игроков и маленькая на двух), сама же бета была доступна только на английском языке.
5 августа было объявлено о том, что с 26 августа по 2 сентября пройдёт второй бета-тест, также доступный для тех, кто заказал игру. На этот раз он будет проводиться на пяти языках (английский, французский, немецкий, польский и русский), в этот же момент разработчики откроют фанатам последнюю, шестую фракцию (Лига теней). Официальный релиз был намечен на 29 сентября 2015 года.

## Релиз и технические проблемы
За 10 дней до релиза, намеченного на 29 сентября, компания «Ubisoft» стала предлагать пользователям, зарегистрированным на онлайн-портале «uPlay», совершить заказ лицензионной копии игры заранее (с пятнадцатипроцентной скидкой). Таким образом, некоторые пользователи смогли скачать игру с портала ещё 24 сентября, но не могли сыграть из-за отсутствия игровых ключей для активации, которые «Ubisoft» раздала только в день релиза. В сервисе «Steam» игра появилась 23 числа. В первые же часы игроки начали жаловаться на невозможность запуска игры на многих устройствах, а также на большое количество багов. Разработчики из «Limbic» провели целый день на техфоруме «Ubisoft», выпуская один за другим патчи к игре с устранением неполадок. Таким образом от версии 1.11, выпущенной 29 сентября, уже на следующий день патчи достигли версии 1.19, многие неполадки были устранены. Выпущенный патч 1.3, а затем 1.4 смогли частично убрать критические ошибки в игре, но данное событие негативно сказалось на оценке игры фанатами. Игра уже в первый день выпуска получила отрицательные отзывы игроков и мгновенно оказалась в «красной зоне» рейтинга Steam, лишь 21 % оставивших отзыв игроков сочли этот проект достойным поводом траты денег.

## Дополнения
Heroes VII имеют два бесплатных дополнения (в качестве DLC), а также одно платное (в качестве standalone). 

### Lost Tales of Axeoth
Потерянные легенды Аксеота - бесплатное дополнение, включающее две кампании, вышло в первой половине 2016 года. Кампании "Единство" и "Судьба дает шанс каждому" основаны на сюжетах Терри Рэя, разработчика Heroes IV, не вошедших в игру. События разворачиваются преимущественно в мире Аксеот, но задействуется и более ранний мир - Энрот.
Дополнение было призвано показать широкие возможности движка игры. Так для кампаний практически только с использованием штатных средств обновленного редактора были изменены экраны городов, музыкальное оформление, артефакты, герои и вид объектов на карте. (Материал был либо прямо взят из Heroes IV, либо был воссоздан стилистически подобным.) Кроме того в игру было добавлено два существа - ифрит и белый тигр.

### Trial by Fire
Разработчики пообещали, что две проигравшие в голосовании расы (Северные Кланы и Инферно) будут добавлены в платных дополнениях. 26 апреля 2016 года был дан анонс первого крупного дополнения, которое получило название «Испытание огнем» (англ. Trial by fire). Оно добавляло в игру новую фракцию − Северные кланы (фракция гномов). На протяжении нескольких месяцев фанатов серии знакомили с городом, героями и прочими особенностями новой фракции, выпуская статьи на официальном сайте игры. 4 августа 2016 года дополнение вышло в свет. 
Дополнение представляет собой 8 дополнительных миссий, из которых 6 играются за сами Кланы, а 2 за Альянс Света. События дополнения разворачиваются за год до создания Иваном Теневого совета, и как бы намекают на то, что история предводительницы гномов Вильмы Бьорнсдоттир заставляет Ивана задуматься о тщетности войны. Были усовершенствованы некоторые опции меню, устранены графические проблемы (в том числе перегружающие более слабые GPU), звуковые наложения, сами карты стали быстрее загружаться. Тем не менее, как и оригинальная игра, дополнение получило смешанные отзывы, а количество технических недоработок, по мнению игроков, «вовсе не уменьшилось».

## Закрытие проекта
22 сентября 2016 года компания выпустила патч 2.2, который должен был исправить множество недоработок, и уже 5 октября руководство «Ubisoft» объявило о прекращении сотрудничества с Limbic Entertainment и прекращении технической поддержки Might & Magic Heroes VII. Компания выпустила прощальное письмо на официальном сайте игры вместе с патчем 2.2.1. Таким образом, версия 2.2.1. стала финальной разработкой проекта.

## Отзывы и критика
| Сводный рейтинг       | Сводный рейтинг |
| Агрегатор             | Оценка          |
| --------------------- | --------------- |
| GameRankings          | 61,19 %         |
| Metacritic            | 66/100          |
| Иноязычные издания    |                 |
| Издание               | Оценка          |
| IGN                   | 6,4/10          |
| Русскоязычные издания |                 |
| Издание               | Оценка          |
| «Игромания»           | 6/10            |

Сразу после выхода игра получила неоднозначные отзывы игроков. Большинство игроков жаловалось на технические проблемы и невозможность запуска игры. Критика других игроков была обращена на, якобы «невзрачный визуальный стиль, пустые карты, странный интерфейс, а также на сходство с Heroes VI». Среди плюсов отмечались система развития персонажей и возвращение функций, удалённых в шестой части (например, прежняя система ресурсов и боевые машины). Также отмечалось и то, что новая мультиплеерная система получила, в целом, гораздо больше положительных отзывов, нежели её предшественник. Отдельной критике подверглось визуальное повествование (катсцены), анимация выполнена в стиле комикса, хоть и хорошо прорисованного. А диалоги членов Теневого совета за столом, которые в первом тизере были анимированы полностью, из-за слишком большого количества графических сбоев Unreal-скриптов, пришлось оставить без анимации.

## Продажи
Летом 2018 года, благодаря уязвимости в защите Steam Web API, стало известно, что точное количество пользователей сервиса Steam, которые играли в игру хотя бы один раз, составляет 174 672 человек.